# Katalognummer (CD)
Eine Katalognummer soll als Identifikator die eindeutige Identifikation einer CD im Sinne einer Produktkennzeichnung für Handelsartikel ermöglichen.
Das CD-ROM Standardformat sieht hierfür die Verwendung des 13-stelligen UPC/EAN Code vor. Auf der CD wird die Katalognummer im Subcode gespeichert und auf der Verpackung der Audio-CD als Strichcode angegeben. Die Nummer wird als Dezimalzahl interpretiert und binär codiert in ein Datenfeld mit 52 Bit Länge geschrieben. Falls keine Katalognummer vorhanden ist, wird eine Null gespeichert oder der entsprechende Subcode wird ganz weggelassen.